# Thomas Johnson
Thomas Johnson FLS MRIA (Barton-upon-Humber, 27 de fevereiro de 1863 – 9 de setembro de 1954) foi um botânico inglês e acadêmico renomado como especialista e catalogador de algas, fungos e vegetais fósseis do mundo.